# Варминг, Эугениус
Йоха́ннес Эуге́ниус (Евге́ний) Ва́рминг (дат. Johannes Eugenius Bülow Warming; 3 ноября 1840[…] или 3 ноября 1841, Маннё, Южная Дания — 2 апреля 1924[…], Копенгаген) — датский ботаник, эколог, альголог, миколог, микробиолог и педагог.
Один из основателей экологии: издал первую книгу об экологии растений («Экологическая география растений», 1896), прочитал первый университетский курс экологии, создал концепцию экологии.
Один из основоположников экологической морфологии растений, связывал распространение растений с определенными условиями существования. Развил учение о «жизненных формах», под которыми понимал «форму, в которой вегетативное тело растения (индивида) находится в гармонии с внешней средой в течение всей его жизни от колыбели до гроба, от семени до отмирания». Считал, что объектами ботанико-экологического исследования должны быть жизненные формы, сообщества и классы сообществ; сообщество — основное подразделение, характеризующееся тремя чертами: определённой физиономией, определённой экологией и определённым набором жизненных форм. В 1895 году ввёл в ботанику термин «эфармония» и предложил эфармоническую классификацию жизненных форм растений.
Написал немалое количество работ по ботанике, биогеографии, экологии, морфологии, истории развития и систематике растений. Переведённые на многие языки, они оказали существенное влияние на развитие ботаники и экологии в целом.
В России были широко распространены учебники Варминга «Систематика растений» (1879, русский перевод 1893) и «Растение и его жизнь» (1900, русский перевод 1904).

## Жизненный и научный путь
В 1859 году начал изучать естественную историю в Копенгагенском университете, но покинул его на три с половиной года (1863—1866), чтобы работать помощником датского палеонтолога и зоолога Петера Вилхелма Лунда, который жил в тропических лесах Бразилии, в Лагоа-Санта.
По возвращении в Европу год изучал ботанику в Мюнхенском университете у Негели, Марциуса и Радлькофера, а в 1871 году — микробиологию в Боннском университете у фон Ханштайна. В том же году защитил докторскую диссертацию в Копенгагене.
Место профессора ботаники Копенгагенского университета было свободно в связи со смертью А. С. Эрстеда, и Варминг был наилучшим кандидатом на замещение этой должности, однако, оно было отдано Фердинанду Дидрихсену. Варминг стал доцентом ботаники в этом университете, а также в политехническом и фармацевтическом колледже (1873—1882).
С 1882 по 1886 год Варминг — профессор ботаники Стокгольмской высшей школы (позднее переименованной в Стокгольмский университет).
В то время он участвовал в экспедициях по изучению норвежских провинций: в 1884 году — на Западную Гренландию, в 1885 году — на север Норвегии, в провинцию Финнмарк, в 1887 году — в центральную провинцию Опланн.
В 1885 году Варминг стал профессором ботаники Копенгагенского университета и директором ботанического сада в Копенгагене (до 1911 года).
В 1891—1892 годах последовали экспедиции в Венесуэлу, на Тринидад, на Виргинские острова (тогда — Датская Вест-Индия), в 1895 году — на Фарерские острова.
С 1878 года до своей кончины Варминг состоял членом Датской Королевской академии наук.
Он был президентом Международной ассоциации ботаников (с 1913 года; фр. Association internationale des botanistes), почётным членом Датского ботанического общества, рыцарем датского ордена Данеброг I степени, английского Королевского Викторианского ордена и бразильского Имперского ордена Розы.

## Названы в честь Варминга
- Род растений Вармингия (Warmingia Rchb.f.) (nom. cons.)[14] семейства Орхидные (Orchidaceae)
- C 1994 года в Университете Минас-Жерайс (Бразилия) проходят серии «Варминговских чтений по эволюционной экологии»

## Печатные труды
- Warming, E. Über die Entwicklung des Blütenstandes von Euphorbia. // Flora, 1870, 53: 385—397 (нем.)
- Le Cyathium de l’Euphorbia est-il une fleur ou une inflorescence? Kjøbenhavn, 1873 (фр.)
- Recherches sur la ramification des phanerogames et sur la partition du point v égé tatif. Kjøbenhavn, 1873 (фр.)
- Sur les différences entre les trichomes et les épiblastèmes d’un ordre plus élevé. Kjøbenhavn, 1873 (фр.)
- Untersuchungen über pollenbildende Phyllome // Hausteins botan. Abhandlungen, II, 1873 (нем.)
- Symbolæ ad Floram Brasiliæ centralis cognoscendam, 1873—1893[15] (лат.)
- Bemerkungen über die Eichen // Bot. Zeitung, 1874 (нем.)
- Om nogle ved Danmarks Kyster levende Bakterier. Kjøbenhavn, 1876 (датск.)
- Un dersogelser og Betragtinge over Cycaderne. Kjøbenhavn, 1877 (датск.)
- Warming, E. Haandbog i den systematiske Botanik (nærmest til Brug for Universitets-Studerende og Lærere) Kjøbenhavn, 1878[16] (датск.)
- Warming, E. De l’Ovule. Annales des Sciences Naturelles — Botanique et Biologie Vegetale sér. 6: 1878, 177—266 (фр.)
- Warming E. Den almindelige botanik: En Lærebog, nærmest til Brug for Studerende og Lærere. — Kjøbenhavn: P.G. Philipsens, 1880. (датск.)
- Etudes anatomiques et physiologiques sur la famille des Podostomacées. Kjøbenhavn, 1881—1882 (фр.)
- Warming, E. Familien Podostemaceae — Etudes sur la famille des Podostemacees. Kongelige Danske Videnskabernes Selskabs Skrifter — Naturvidenskabelig og Mathematisk Afdeling, 1881—1899 (фр.)

- Warming, E. Om Skudbygning, Overvintring og Foryngelse. Naturhistorisk Forenings Festskrift: 1884, 1—105 (датск.)
- Warming, E. Om Grønlands Vegetation. Meddelelser om Grønland, 1887, 12: 1—223 (датск.)
- Warming, E. Lagoa Santa: Et Bidrag til den biologiske Plantegeografi med en Fortegnelse over Lagoa Santas Hvirveldyr. // Kongelige Danske Videnskabernes Selskabs Skrifter — Naturvidenskabelig og Mathematisk Afdeling, 1892. 6. Rk. vol. 6 (3): 153—488 (датск.)
- Warming, E. Lagoa Santa — Étude de Geographie Botanique // Revue Générale de Botanique. 1893. 5: 145—158, 209—233. (фр.)
- Warming E. Plantesamfund — Grundtræk af den økologiske Plantegeografi. — Kjøbenhavn: Philipsens Forlag, 1895.[17][18] (датск.)
- Warming, E. Zbiorowiska Roślinne zarys ekologicznej geografii roślin by Edward Strumpf and Jósef Trzebiński. Warszawa, 1900 (пол.)[19]
- Warming Eug. Plantelivet: Lærebog i Botanik for Skoler og Seminarier. København, 1900 (датск.)
- Е. Варминг, профессор университета и директор Ботаническаго сада в Копенгагене. Введение в изучение растительных сообществ. Перевод с немецкаго издания, измененнаго и дополненнаго автором, под редакцией М. Голенкина и В. Арнольди, пр.-доцентов Имп. Московскаго университета. С дополнениями по русской флоре и 100 рисунками в тексте. Москва. Типография И. А. Баландина, Волхонка, д. Михалкова. 1901
- Warming, E. Botany of the Faeroes, vol. I—III. London. 1901 (англ.)
- Warming E., Graebner P. Lehrbuch der ökologischen Pflanzengeographie. 2. Aufl. — Berlin: Gebruder Borntraeger, 1902.[20] (нем.)
- Вармингъ Е. Распредъленіе растеній въ зависимости отъ внъшнихъ условій — (ойкологическая географія растеній) / Перевод со 2-го немецкаго издания А. Г. Генкеля; с дополнениями, касающимися растительности России, Г. И. Танфильева. — СПб.: Брокгауз—Ефрон, 1902—1903. — Вып. 1. — 1902.; вып. 2. — 1903.; вып. 3 и последний: Главнейшия черты растительности Россіи, Г. И. Танфильева. — 1903.
- Warming, E. Dansk Plantevækst. — Gyldendalske Boghandel Nordisk Forlag. 1906—1917 (датск.)
- Warming E. Om planterigets livsformer. — Kjobenhavn: Festskr. udg. Univ. Kjobenhavn, 1908. (датск.)
- Warming, Eugenio. Lagoa Santa: Contribuição para a geographia phytobiologica, Alberto Löfgren, Belo Horizonte, 1908 (порт.)
- Warming, E. etc. The structure and biology of Arctic flowering plants. Meddelelser om Grønland, 36, 1908—1921[21] (англ.)
- Warming E. Oecology of Plants. An introduction to the study of plant communities. 1909 (англ.)
- Rosenvinge, L. Kolderup & Warning, E. The Botany of Iceland, vol. 1—3. Copenhagen, J. Frimodt, 1912—1945 (англ.)
- Warming, E. with M. Vahl. Oecology of Plants — an introduction to the study of plant-communities by P. Groom and I. B. Balfour. Oxford: Clarendon Press, 1909[22] (англ.)
- Warming Eug. Frøplanterne (Spermatofyter). Kjøbenhavn, Gyldendalske Boghandel/Nordisk Forlag. 1912 (датск.)
- Warming, E. Økologiens Grundformer — Udkast til en systematisk Ordning. Kongelige Danske Videnskabernes Selskabs Skrifter — Naturvidenskabelig og Mathematisk Afdeling, 8. Rk., vol. 4, 1923: 120—187 (датск.)
- Warming, E., Ferri, M. G. Lagoa Santa — a vegetação de cerrados brasileiros. São Paulo. 1973 (порт.)